# Garwolin (gmina)
Pour les articles homonymes, voir Garwolin (homonymie).
Garwolin est une gmina rurale du powiat de Garwolin, dans la Voïvodie de Mazovie, dans le centre-est de la Pologne.
Son siège administratif est la ville de Garwolin, bien qu'elle ne fasse pas partie du territoire de la gmina, qui se trouve à 62 kilomètres au sud-est de Varsovie, capitale de la Pologne.
La gmina couvre une superficie de 136 km2 pour une population de 12 114 habitants en 2007.

## Histoire
De 1975 à 1998, la gmina est attachée administrativement à la voïvodie de Siedlce. Depuis 1999, elle fait partie de la voïvodie de Mazovie.

## Géographie
Outre la ville de Garwolin, la gmina inclut les villages et localités suivantes :
- Budy Uśniackie
- Czyszkówek
- Ewelin
- Feliksin
- Górki
- Izdebnik
- Jagodne
- Krystyna
- Lucin
- Miętne
- Natalia
- Niecieplin
- Nowy Puznów
- Rębków
- Rębków-Parcele
- Ruda Talubska
- Sławiny
- Stara Huta
- Stary Puznów
- Stoczek
- Sulbiny Górne
- Taluba
- Unin-Kolonia
- Uśniaki
- Wilkowyja
- Władysławów
- Wola Rębkowska
- Wola Władysławowska
- Zakącie

### Gminy voisines
La gmina de Garwolin borde la ville de Garwolin et est voisine des gminy suivantes :
- Borowie
- Górzno
- Łaskarzew
- Osieck
- Parysów
- Pilawa
- Sobienie-Jeziory
- Wilga

## Structure du terrain
D'après les données de 2002, la superficie de la commune de Garwolin est de 136 km², répartis comme tel :
- terres agricoles : 55,3%
- forêts : 32,6%

La commune représente 10,59% de la superficie du powiat.

## Démographie
Données du 30 juin 2004 :
| description        | Total  | Total | Femmes | Femmes | Hommes | Hommes |
| ------------------ | ------ | ----- | ------ | ------ | ------ | ------ |
| Unité              | Nombre | %     | Nombre | %      | Nombre | %      |
| population         | 11 744 | 100   | 5 963  | 50,8   | 5 781  | 49,2   |
| Densité (hab./km²) | 86,4   | 86,4  | 43,8   | 43,8   | 42,5   | 42,5   |